# روچ دره
روچ دره، روستایی از توابع بخش رودبارالموت شهرستان قزوین در استان قزوین ایران است.

## جمعیت
این روستا در دهستان الموت پایین قرار دارد و براساس سرشماری مرکز آمار ایران در سال ۱۳۸۵، جمعیت آن زیر سه خانوار بوده‌است.